# Миронов-Гальченко Дмитро Вікторович
Дмитро Вікторович Миронов-Гальченко — солдат Збройних Сил України, учасник російсько-української війни, який загинув під час російського вторгнення в Україну.

## Життєпис
Мешкав у м. Золотоноша (Черкаська область). Навчався у Золотоніському фаховому коледжі ветеринарної медицини Білоцерківського національного аграрного університету.
Під час російського вторгнення в Україну в 2022 році був військовослужбовцем контрактної служби. Служив стрільцем — санітаром механізованої роти 72-ї окремої механізованої бригади імені Чорних Запорожців.
Загинув 22 серпня 2022 року біля с. Павлівка Волноваського району на Донеччині внаслідок артилерійського та мінометного обстрілу у віці 18 років.
Похований із почестями 27 серпня 2022 року в Золотоноші на Алеї Слави.

## Нагороди
- орден «За мужність» III ступеня (2022) (посмертно) — за особисту мужність і самовіддані дії, виявлені у захисті державного суверенітету та територіальної цілісності України, вірність військовій присязі.[3]